# Matt Damon
Pour les articles homonymes, voir Damon.
Matt Damon (/ˈmæt ˈdeɪmən/), est un acteur, scénariste, documentariste, producteur de cinéma et monteur américain né le 8 octobre 1970 à Cambridge (Massachusetts).
Il est révélé en incarnant les rôles-titres de Will Hunting (1997) et Il faut sauver le soldat Ryan (1998). Il est par la suite à l'affiche de la trilogie Ocean's (Ocean's Eleven, Ocean's Twelve et Ocean's Thirteen) et de la série de films Jason Bourne (La Mémoire dans la peau, La Mort dans la peau, La Vengeance dans la peau et Jason Bourne). Damon apparaît également dans d'autres longs-métrages comme Syriana (2005), Les Infiltrés (2006), Invictus (2009), Interstellar (2014) et Seul sur Mars (2015), Thor: Love and Thunder (2022) et Oppenheimer (2023).
En 2007, il est considéré par le magazine Forbes comme l'« acteur le plus rentable de Hollywood » et appartient au club des dix acteurs américains qui produisent le plus de recettes au box-office. La même année, il est élu « homme le plus sexy du monde » par le magazine People. Nommé cinq fois aux Oscars du cinéma au cours de sa carrière, dont deux à la catégorie du meilleur acteur, Damon gagne l'Oscar du meilleur scénario original aux côtés de Ben Affleck, pour Will Hunting. Il produit par ailleurs de nombreux films avec Ben Affleck, via leurs sociétés Pearl Street Films (2012-2022) et Artists Equity (2022-).

## Biographie

### Jeunesse
Matthew Paige Damon naît à Cambridge dans le Massachusetts. Son père, Kent Damon, est agent immobilier, travaillant également pour les impôts. Sa mère, Nancy Carlsson-Paige, est professeur d'éducation physique à l'université Lesley. Matt a un frère aîné, Kyle, qui est sculpteur. Son père est d'origine anglaise et écossaise et sa mère est d'origine finlandaise et suédoise. La famille vit à Newton jusqu'à ce que les parents divorcent en 1973, lorsque Matt  s'installe avec sa mère et son frère à Cambridge (Massachusetts). À l’âge de dix ans, il rencontre un cousin lointain : Ben Affleck. Ils deviennent très vite de très bons amis et fréquentent la même école secondaire. Dans sa jeunesse, Matt Damon suit des cours de théâtre et après des études littéraires à Harvard qu’il abandonne en 1992, il se produit sur les planches où il connaît son premier succès dans la pièce The Speed of Darkness de Steve Tesich.

### Carrière

#### Débuts et révélation critique (1988-1997)
Matt Damon enchaîne d'abord des rôles de figurant, avant de commencer sa carrière cinématographique par une succession de seconds rôles : en 1988 dans Mystic Pizza de Donald Petrie, aux côtés de Julia Roberts et dans Geronimo de Walter Hill, en 1992 dans La Différence de Robert Mandel. En 1996, il perce dans À l'épreuve du feu d'Edward Zwick aux côtés de Meg Ryan et Denzel Washington.
À cette époque, ne décrochant pas le grand rôle qui fera de lui une vedette, il décide d’écrire lui-même le rôle dont il rêve. Pour cela, il fait appel à son ami de toujours Ben Affleck avec qui il commence l’écriture d’un scénario racontant l’histoire d’un génie des mathématiques rebelle vivant dans la banlieue pauvre de Boston. Séduits par l'originalité de l'histoire, les studios Miramax sont prêts à lui acheter le scénario, mais lui préfèrent Leonardo DiCaprio dans le rôle-titre. En insistant, il obtient gain de cause et le rôle principal. Le film Will Hunting, qui sort en 1997 et qui est réalisé par Gus Van Sant, obtient de nombreux prix dont l'Oscar du meilleur scénario original et l'Ours d'argent au Festival de Berlin, permettant aux deux jeunes acteurs de gagner un statut de star.
Entre-temps, Francis Ford Coppola fait appel à lui pour revêtir le costume d’un jeune avocat qui tente de percer dans le métier sans renier son humanité dans L'Idéaliste, d'après un roman de John Grisham, en 1997.

#### Confirmation (1998-2002)
Après le succès de Will Hunting, Matt Damon est très sollicité dans le milieu hollywoodien : Steven Spielberg lui propose d’incarner le soldat Ryan dans Il faut sauver le soldat Ryan en 1998, le premier gros succès commercial de sa carrière (supplanté depuis au box office par Seul sur Mars), qui le propulse en acteur à suivre.
En 1999, il étend sa palette de jeu en interprétant l'ambigu Tom Ripley dans Le Talentueux Mr Ripley d'Anthony Minghella. La même année, il enchaîne avec Les Joueurs de John Dahl puis Dogma de son ami Kevin Smith, qui lui permet de retrouver son fidèle complice Ben Affleck.
L'année 2000 est plus problématique. Il est en effet à l'affiche de deux mélodrames réalisés par des acteurs : De si jolis chevaux, de Billy Bob Thornton puis La Légende de Bagger Vance, mis en scène par Robert Redford. Les deux films déçoivent critique et public, et mettent en danger la progression du jeune acteur.
Il peut néanmoins compter sur un réseau de collaborateurs prestigieux. Devenu ami avec le réalisateur Gus Van Sant, il se contente d'une apparition dans À la rencontre de Forrester (2000). Deux ans plus tard, leur collaboration reprend pour Gerry, film sur l’errance, racontant l’histoire de deux hommes perdus dans la vallée de la Mort. Le film, quasi expérimental, est écrit par Damon et Casey Affleck, le jeune frère de Ben.
Si Matt Damon est ami avec les deux frères Affleck, ils n’en sont pas moins compagnons de travail. Leur statut d’acteurs vedettes leur permet de promouvoir les jeunes talents en développant des concours de scénaristes et en produisant des jeunes réalisateurs.

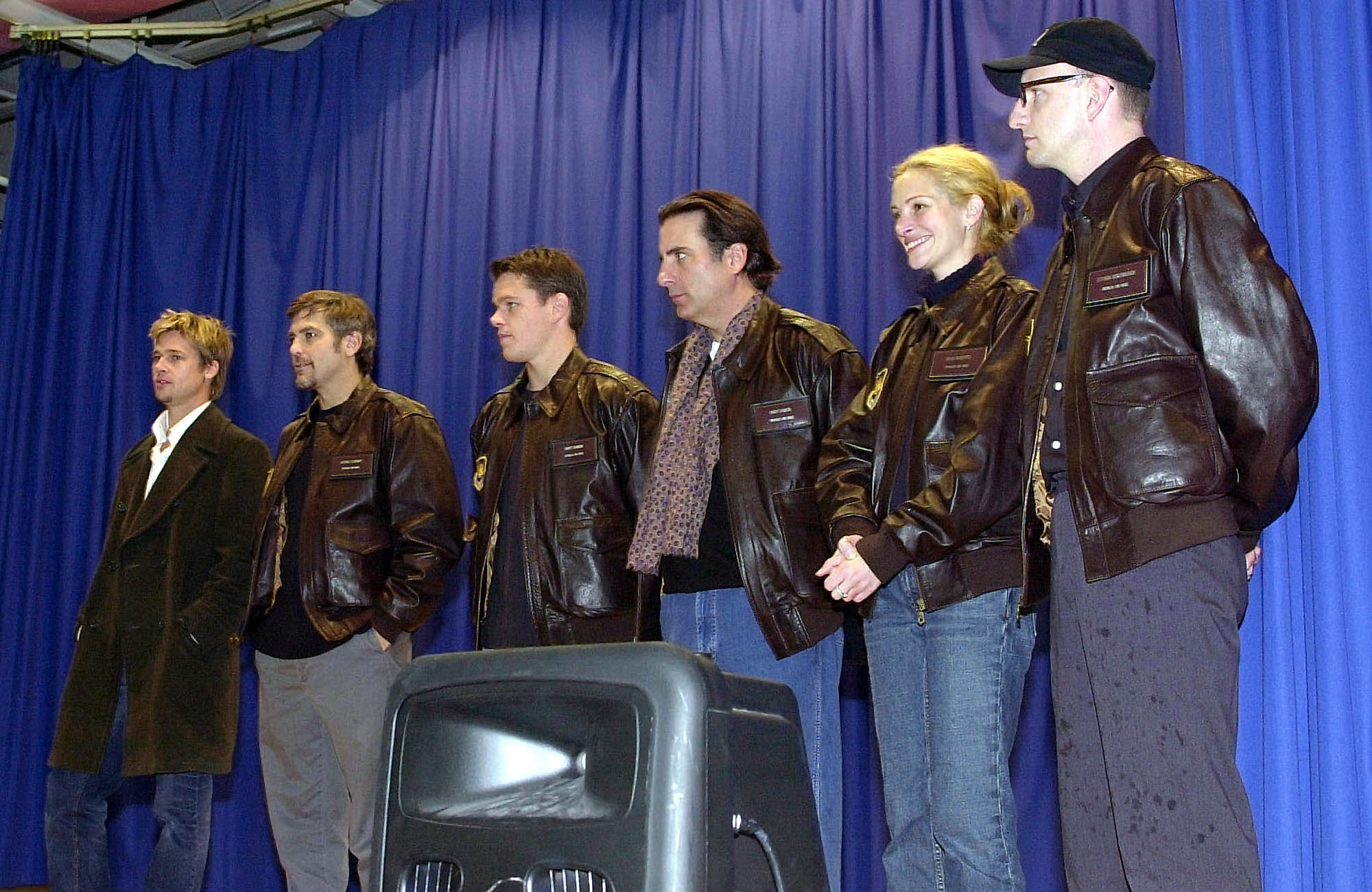
Brad Pitt, George Clooney, Damon, Andy García, Julia Roberts (la distribution de Ocean's Eleven), avec le réalisateur Steven Soderbergh en 2001.

Matt Damon retrouve Casey Affleck sur scène à Londres dans This is Our Youth puis en 2001 dans Ocean's Eleven qui marque ainsi son entrée dans le cercle de Steven Soderbergh et de George Clooney.
Il apparaît d'ailleurs (le temps d'un clin d'œil) avec Brad Pitt dans la première réalisation de George Clooney, Confessions d'un homme dangereux. Ses célèbres partenaires d'Ocean's Eleven deviennent eux aussi des bons amis.
En 2002, Matt Damon est la voix de Spirit dans le dessin animé de DreamWorks Spirit, l'étalon des plaines. Mais il défend surtout le rôle qui va relancer sa carrière, et lui faire enfin quitter son image de gendre idéal.

#### Consécration (2002-2010)

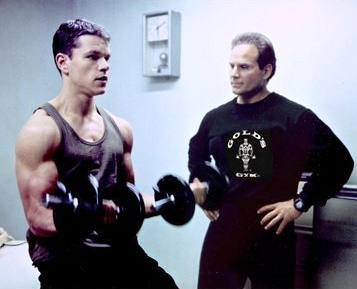
Matt Damon s'entraînant aux côtés de l'entraîneur Michael Torchia pour le film La Mémoire dans la peau,.

La même année, il est pour la première fois le héros d’un film d'action en incarnant Jason Bourne dans La Mémoire dans la peau, adaptation du roman éponyme de Robert Ludlum. Les résultats au box-office sont très bons et une suite est programmée pour 2004 : La Mort dans la peau.
Ses participations à deux lucratives franchises lui permettent de cumuler les projets avec des cinéastes prestigieux.
En 2003, il se frotte à la comédie avec les frères Farrelly pour la comédie Deux en un, puis est ensuite dirigé par Terry Gilliam pour la comédie fantastique et d'aventure Les Frères Grimm, avec Heath Ledger.
En 2004, outre le second opus de Jason Bourne, il collabore à deux reprises avec George Clooney : tout d'abord pour la lucrative suite Ocean's Twelve, toujours de Steven Soderbergh, et l'acclamé thriller politique Syriana de Stephen Gaghan.
On le retrouve ensuite en flic bostonien auprès de Jack Nicholson, Leonardo DiCaprio, Mark Wahlberg, Alec Baldwin et Vera Farmiga dans Les Infiltrés de Martin Scorsese, un des grands succès critiques et commerciaux de 2006, qui remporte notamment 4 Oscars.
Il est aussi le personnage principal du thriller historique Raisons d'État (The Good Shepherd) aux côtés d'Angelina Jolie, mis en scène par Robert De Niro.
En 2007, il conclut la trilogie avec Ocean's Thirteen, de Steven Soderbergh, pour lequel son rôle est considérablement développé et reprend le rôle de Jason Bourne avec le troisième plus gros succès commercial de sa carrière, La Vengeance dans la peau, toujours mis en scène par Paul Greengrass.

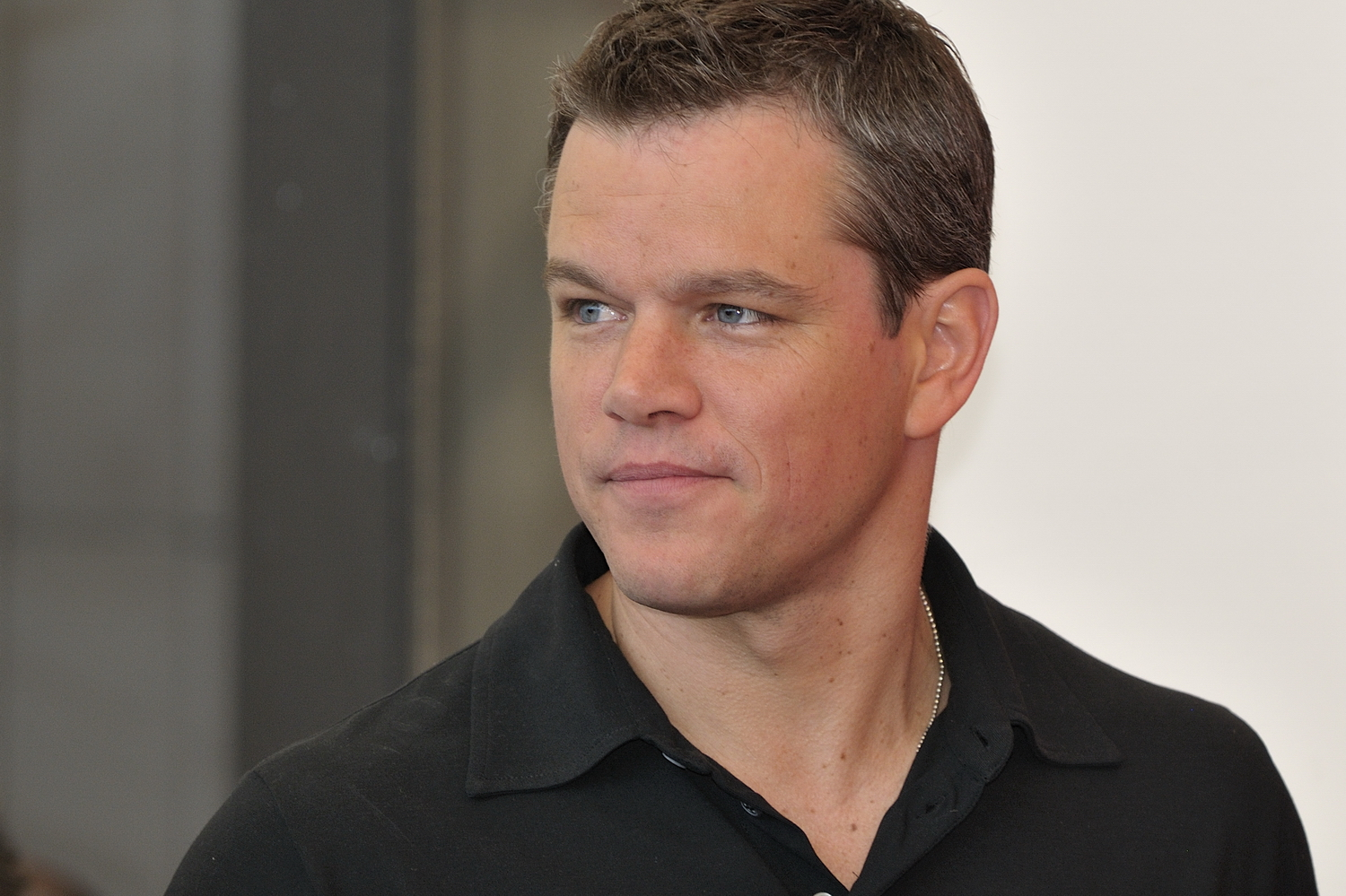
Matt Damon à la 66e Mostra de Venise pour The Informant! en 2009.

En 2009, il retrouve une nouvelle fois Steven Soderbergh pour The Informant!. Dans ce film inspiré de faits réels, il interprète Mark Whitacre, un informateur du FBI au sein d'une grande société agroalimentaire.
Les fans de Jason Bourne s'attendaient à retrouver leur héros avec la paire Damon-Greengrass, mais de peur de produire un film au scénario décevant, les deux hommes préfèrent se tourner vers un projet plus politique et engagé. Dans le thriller d'action Green Zone, Matt Damon interprète le rôle d'un commandant d'une unité militaire basée en Irak en 2003 chargé de trouver des armes de destruction massive.
En 2010, il collabore à nouveau avec Clint Eastwood pour le drame Au-delà, un an après Invictus dans lequel il incarnait le rugbyman sud-africain Francois Pienaar.
Il travaille ensuite pour la première fois avec les frères Coen pour le western True Grit, avec Jeff Bridges et Josh Brolin. Le film fonctionne très bien au box-office, et est nommé 10 fois aux Oscars.

#### Depuis 2011

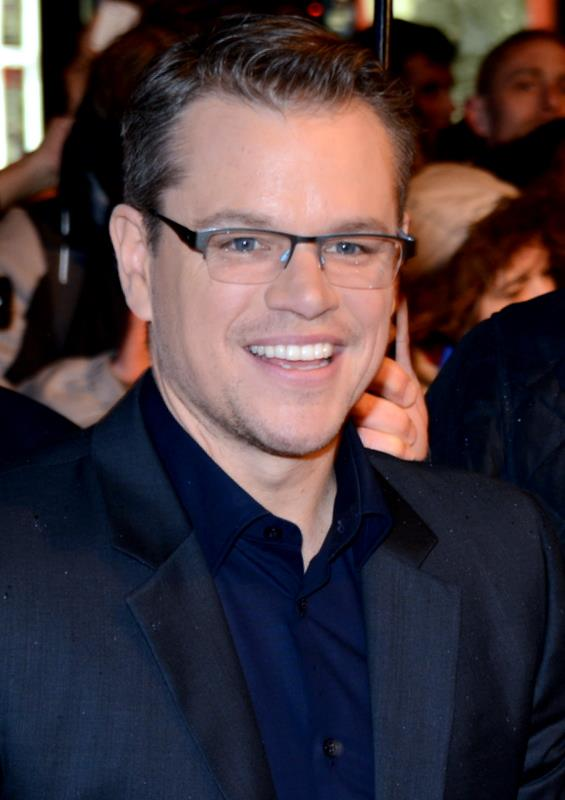
Matt Damon à Paris pour la première du film Monuments Men en 2014.

En 2011, il est à l'affiche de plusieurs films : tout d'abord en héros malgré lui de L'Agence, aux côtés d'Emily Blunt. Ce thriller de science-fiction écrit et réalisé par George Nolfi (coscénariste de La Vengeance dans la peau) fonctionne correctement au box-office et reçoit des critiques positives.
La même année, il retrouve le réalisateur Steven Soderbergh pour Contagion, qui raconte la propagation à l'échelle mondiale d'un virus. Ce thriller d'anticipation réunit une distribution impressionnante, composé de Kate Winslet, Marion Cotillard, Gwyneth Paltrow, Jude Law et Laurence Fishburne. Enfin, il est la star de Nouveau Départ, le septième long-métrage de Cameron Crowe. Cette comédie dramatique, avec Scarlett Johansson et la jeune Elle Fanning, est un succès commercial, mais reçoit des critiques mitigées.
En 2012, il est l'acteur principal de Promised Land, qu'il coécrit et produit, et qu'il convainc Gus Van Sant de réaliser. Ce drame social et engagé, abordant le recours au gaz de schiste sur le territoire nord-américain, est bien reçu par la critique, mais échoue au box-office.
En 2013, il s'investit dans un autre projet délicat : Ma vie avec Liberace est le dernier long-métrage de Steven Soderbergh, qui, peinant à trouver un financement pour le cinéma, est produit pour la télévision. Le téléfilm est acclamé par la critique, notamment pour la performance des acteurs, Damon et Michael Douglas dans le rôle-titre. La même année, il retourne aux blockbusters avec Elysium, un thriller de science-fiction de Neill Blomkamp. Le film reçoit des critiques très mitigées, mais fonctionne correctement au box-office.
En 2014, il participe à la cinquième réalisation de George Clooney, Monuments Men, qui malgré une distribution de luxe (Clooney lui-même, entouré de Bill Murray, Cate Blanchett, John Goodman et Jean Dujardin) et un sujet prometteur — la récupération des œuvres d'art volées par les nazis durant la Seconde guerre mondiale — est un énorme échec critique et peine à convaincre largement le grand public. En fin d'année, il peut néanmoins compter sur le nouveau blockbuster de Christopher Nolan, Interstellar, avec lequel il collabore pour la première fois, et ce aux côtés de Matthew McConaughey, Anne Hathaway et Jessica Chastain. Le film de science-fiction est un énorme succès critique et commercial.
En 2015, on le retrouve de nouveau au cœur d'une nouvelle aventure spatiale, cette fois en tant que tête d'affiche : l'ambitieux Seul sur Mars, un film de Ridley Scott, pour lequel il est entouré de Jessica Chastain, Kristen Wiig, Kate Mara et Sean Bean. L'année 2016 sera marquée par la sortie de La Grande Muraille, un thriller historique du cinéaste chinois Zhang Yimou, mais surtout par son retour dans le rôle de Jason Bourne, pour un cinquième opus mis en scène par Paul Greengrass. Il en cosigne également le scénario, dont il a développé l'idée originale avec le réalisateur.
En 2017, il apparaît dans deux films satiriques : Bienvenue à Suburbicon (Suburbicon), réalisé par George Clooney, et Downsizing, réalisé par Alexander Payne : les deux films reçoivent des critiques mitigées. Mieux reçu est le drame biographique et historique Le Mans 66 (Ford v Ferrari), réalisé en 2019 par James Mangold, où Damon incarne le pilote de course américain Carroll Shelby. S'il se fait plus rare en tête d'affiche, il effectue des caméos dans des films de Steven Soderbergh (Paranoïa et No Sudden Move), dans les interprétations de Loki (un acteur de théâtre jouant ce personnage dans Thor : Ragnarok et Thor : Love and Thunder et dans la saga de Kevin Smith dans Jay et Bob contre-attaquent... encore) et dans Deadpool 2. Il est attendu en 2021 en tête d'affiche dans le polar Stillwater aux côtés de la française Camille Cottin et dans Le Dernier Duel de Ridley Scott qu'il a écrit avec son ami Ben Affleck.
En 2023, il est rappelé par Christopher Nolan pour jouer dans Oppenheimer, où il campe le rôle de Leslie Groves, le général qui supervisait le Projet Manhattan. Deux ans après, il est encore appelé par ce dernier pour jouer le rôle d' Ulysse dans L'Odyssée, prévue pour 2026. Cela marque sa troisième collaboration avec le réalisateur.

### Vie privée

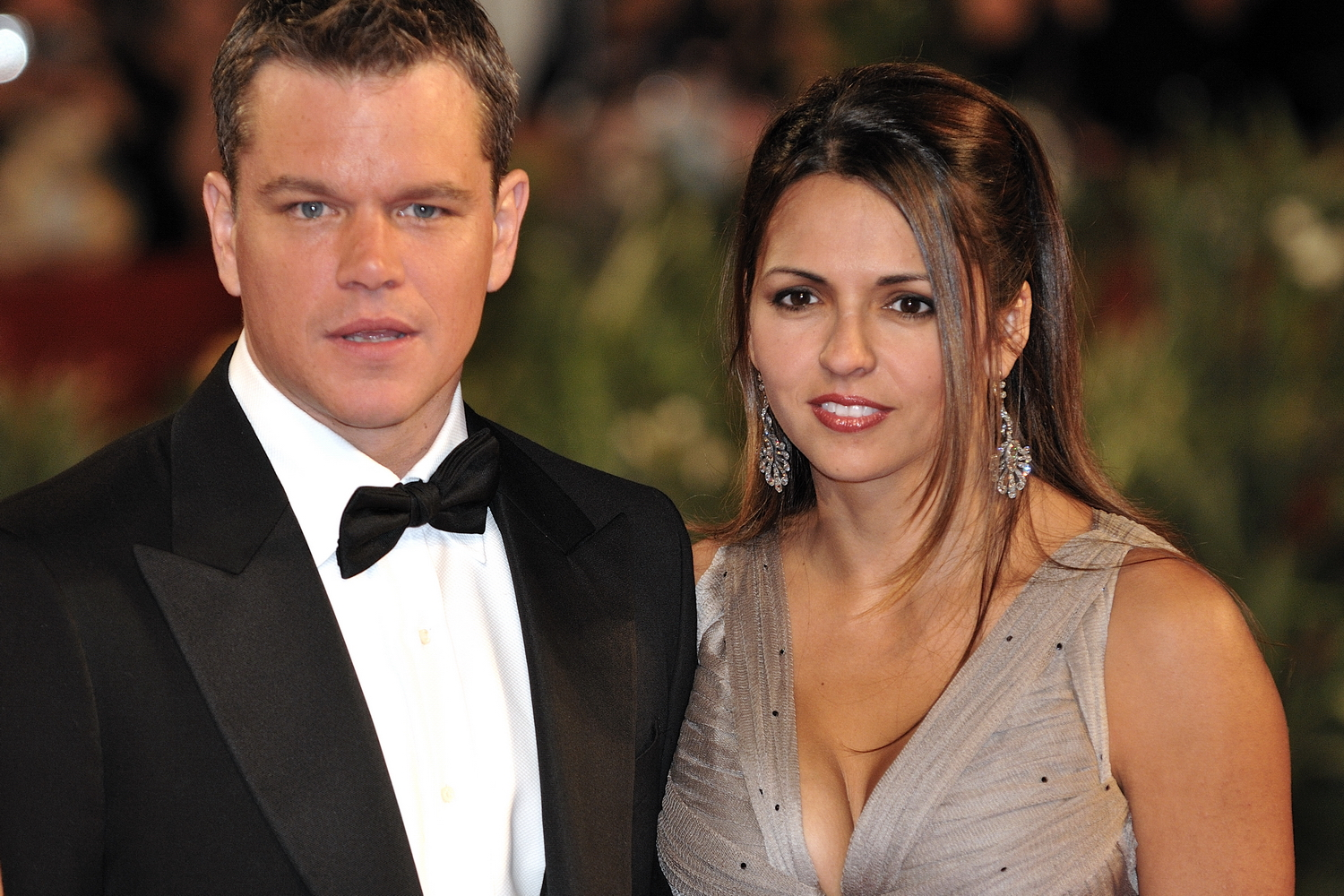
Damon et sa femme Luciana Bozán Barroso à la 66e Mostra de Venise.

Matt Damon se marie à New York le 9 décembre 2005 avec Luciana Bozán Barroso, une barmaid Argentine rencontrée dans un bar-restaurant à Miami. Déjà mère d'une fille, Alexia, née en 1998, Luciana donne naissance à Isabella le 11 juin 2006, à Gia Zavala le 20 août 2008 et à Stella Zavala le 20 octobre 2010.
En 2009, Matt Damon fonde avec Gary White une association à but non lucratif, Water.org, dont le but est de venir en aide aux populations qui n'ont pas accès à l'eau potable.
Lors de la campagne pour l'élection présidentielle américaine de 2016, il soutient Hillary Clinton.

### Controverses
En 2017, il est mis en cause lors de la révélation des scandales sexuels du producteur Harvey Weinstein, étant accusé d'avoir voulu étouffer l'affaire. Il est également critiqué pour avoir déclaré qu'on ne pouvait pas comparer un homme qui pelote une femme et un qui la viole. Il indique quant à lui qu'il savait que « Weinstein était un enfoiré », mais qu'il ignorait « ce niveau de prédation sexuelle et criminelle ».

## Filmographie

### Cinéma

#### Acteur

##### Années 1980
- 1988 : Le Prix de la passion (The Good Mother) de Leonard Nimoy : Un figurant
- 1988 : Mystic Pizza de Donald Petrie : Steamer
- 1989 : Jusqu'au bout du rêve (Fields of Dreams) de Phil Alden Robinson : Un supporter de baseball

##### Années 1990
- 1992 : La Différence (School Ties) de Robert Mandel : Charlie Dillon
- 1993 : Geronimo (Geronimo: An American Legend) de Walter Hill : Le sous-lieutenant Britton Davis
- 1996 : Une virée d'enfer (Glory Daze) de Rich Wilkes : Edgar Pudwhacker
- 1996 : À l'épreuve du feu (Courage Under Fire) d'Edward Zwick : Le sergent Ilario
- 1997 : Will Hunting (Good Will Hunting) de Gus Van Sant : Will Hunting
- 1997 : L'Idéaliste (The Rainmaker) de Francis Ford Coppola : Rudy Baylor
- 1997 : Méprise multiple (Chasing Amy) de Kevin Smith : Shawn Oran
- 1998 : Les Joueurs (Rounders) de John Dahl : Mike McDermott
- 1998 : Il faut sauver le soldat Ryan (Saving Private Ryan) de Steven Spielberg : Le soldat de 2e classe James Francis Ryan
- 1999 : Le Talentueux Mr Ripley (The Talented Mr. Ripley) d'Anthony Minghella : Tom Ripley
- 1999 : Dogma de Kevin Smith : Loki

##### Années 2000
- 2000 : De si jolis chevaux (All the Pretty Horses) de Billy Bob Thornton : John Grady Cole
- 2000 : À la rencontre de Forrester (Finding Forrester) de Gus Van Sant : Steven Sanderson (caméo)
- 2000 : La Légende de Bagger Vance (The Legend of Bagger Vance) de Robert Redford : Rannulph Junuh
- 2001 : Ocean's Eleven de Steven Soderbergh : Linus Caldwell
- 2001 : Jay et Bob contre-attaquent (Jay and Silent Bob Strike Back) de Kevin Smith : Lui-même / Will Hunting
- 2002 : La Mémoire dans la peau (The Bourne Identity) de Doug Liman : Jason Bourne
- 2002 : Confessions d'un homme dangereux (Confessions of a Dangerous Mind) de George Clooney : Matt, un candidat du Dating Game (caméo)
- 2002 : Gerry de Gus Van Sant : Gerry
- 2002 : Une soirée parfaite (The Third Wheel) de Jordan Brady : Kevin
- 2003 : Deux en un (Stuck on You) de Peter et Bobby Farrelly : Bob Tenor
- 2004 : Ocean's Twelve de Steven Soderbergh : Linus Caldwell
- 2004 : La Mort dans la peau (The Bourne Supremacy) de Paul Greengrass : Jason Bourne
- 2004 : Père et Fille (Jersey Girl) de Kevin Smith : Un directeur de la communication
- 2004 : Eurotrip (EuroTrip) de Jeff Schaffer : Donny
- 2005 : Syriana de Stephen Gaghan : Bryan Woodman
- 2005 : Les Frères Grimm (The Brothers Grimm) de Terry Gilliam : Wilhelm Grimm
- 2006 : Raisons d'État (The Good Shepherd) de Robert De Niro : Edward Wilson (rôle basé sur James Angleton)
- 2006 : Les Infiltrés (The Departed) de Martin Scorsese : Le sergent Colin Sullivan
- 2007 : Ocean's Thirteen de Steven Soderbergh : Linus Caldwell
- 2007 : La Vengeance dans la peau (The Bourne Ultimatum) de Paul Greengrass : Jason Bourne
- 2007 : L'Homme sans âge (Youth Without Youth) de Francis Ford Coppola : Ted Jones, un reporter de Life
- 2008 : Che, 2e partie : Guerilla (Che Part 2: Guerrilla) de Steven Soderbergh : Schwartz, le prêtre allemand
- 2009 : The Informant! de Steven Soderbergh : Mark Whitacre
- 2009 : Invictus de Clint Eastwood : Francois Pienaar

##### Années 2010
- 2010 : Green Zone de Paul Greengrass : le commandant Roy Miller
- 2010 : Au-delà (Hereafter) de Clint Eastwood : George Lonegan
- 2010 : True Grit de Joel et Ethan Coen : Le Texas Ranger LaBoeuf
- 2011 : L'Agence (The Adjustment Bureau) de George Nolfi : David Norris
- 2011 : Contagion de Steven Soderbergh : Mitch Emhoff
- 2011 : Margaret de Kenneth Lonergan : Aaron Caije
- 2011 : Nouveau Départ (We Bought a Zoo) de Cameron Crowe : Benjamin Mee
- 2012 : Promised Land de Gus Van Sant : Steve Butler
- 2013 : Elysium de Neill Blomkamp : Max
- 2014 : Zero Theorem (The Zero Theorem) de Terry Gilliam : Management
- 2014 : Monuments Men (The Monuments Men) de George Clooney : James Granger (rôle basé sur James J. Rorimer)
- 2014 : Interstellar de Christopher Nolan : Le Dr Mann
- 2015 : Seul sur Mars (The Martian ) de Ridley Scott : Mark Watney
- 2016 : Jason Bourne de Paul Greengrass : Jason Bourne
- 2016 : La Grande Muraille (The Great Wall, 長城) de Zhang Yimou : William Garin
- 2017 : Bienvenue à Suburbicon (Suburbicon) de George Clooney : Gardner Lodge
- 2017 : Thor: Ragnarok de Taika Waititi : l'acteur de théâtre interprétant Loki (caméo non crédité)
- 2017 : Downsizing d'Alexander Payne : Paul Safranek
- 2018 : Paranoïa (Unsane) de Steven Soderbergh : détective Ferguson (caméo crédité au générique de fin)
- 2018 : Deadpool 2 de David Leitch : un redneck (caméo, crédité sous le pseudonyme de Dickie Greenleaf)
- 2019 : Le Mans 66 (Ford v. Ferrari) de James Mangold : Carroll Shelby
- 2019 : Jay et Bob contre-attaquent… encore (Jay and Silent Bob Reboot) de Kevin Smith : Loki (caméo)

##### Années 2020
- 2021 : Stillwater de Tom McCarthy : Bill Baker
- 2021 : No Sudden Move de Steven Soderbergh : Mike Lowen / Mr. Big (caméo non crédité)
- 2021 : Le Dernier Duel (The Last Duel) de Ridley Scott : Jean de Carrouges
- 2022 : Thor: Love and Thunder de Taika Waititi : l'acteur de théâtre interprétant Loki (caméo)
- 2023 : Air de Ben Affleck : Sonny Vaccaro
- 2023 : Oppenheimer de Christopher Nolan : le lieutenant-général Leslie Groves
- 2024 : Drive-Away Dolls d'Ethan Coen : le sénateur Channel
- 2024 : Blue et Compagnie (IF) de John Krasinski (voix)
- 2024 : The Instigators de Doug Liman : Rory
- 2025 : RIP de Joe Carnahan
- 2026 : The Odyssey de Christopher Nolan : Ulysse

##### Animation
- 2000 : Titan A.E. de Don Bluth et Gary Goldman : Cale Tucker
- 2001 : The Majestic de Frank Darabont : Luke Trimble
- 2002 : Spirit, l'étalon des plaines (Spirit: Stallion of the Cimarron) de Kelly Asbury et Lorna Cook : Spirit
- 2008 : Ponyo sur la falaise (Ponyo) de Hayao Miyazaki : Koichi
- 2011 : Happy Feet 2 de George Miller : Bill

#### Scénariste
- 1997 : Will Hunting (Good Will Hunting) de Gus Van Sant (coécrit avec Ben Affleck)
- 2002 : Gerry de Gus Van Sant (coécrit avec Casey Affleck et Gus Van Sant)
- 2012 : Promised Land de Gus Van Sant
- 2016 : Jason Bourne de Paul Greengrass (coécrit avec Paul Greengrass et Christopher Rouse)
- 2021 : Le Dernier Duel (The Last Duel) de Ridley Scott (coécrit avec Ben Affleck et Nicole Holofcener)

#### Producteur / producteur délégué

##### Films
- 2002 : Stolen Summer de Pete Jones
- 2002 : Speakeasy de Brendan Murphy (producteur délégué)
- 2002 : Une soirée parfaite (The Third Wheel) de Jordan Brady (producteur délégué)
- 2003 : The Battle of Shaker Heights d'Efram Potelle et Kyle Rankin (producteur délégué)
- 2005 : Feast de John Gulager (producteur délégué)
- 2012 : Promised Land de Gus Van Sant
- 2016 : Manchester by the Sea de Kenneth Lonergan
- 2016 : Jason Bourne de Paul Greengrass
- 2020 : Le Dernier Duel (The Last Duel) de Ridley Scott
- 2023 : Air de Ben Affleck
- 2024 : Unstoppable de William Goldenberg
- 2024 : Tu ne mentiras point (Small Things Like These) de Tim Mielants
- 2024 : The Instigators de Doug Liman
- 2025 : Kiss of the Spider Woman de Bill Condon
- 2025 : Mr. Wolff 2 (The Accountant 2) de Gavin O'Connor
- 2025 : RIP de Joe Carnahan
- prochainement : Animals de Ben Affleck

##### Téléfilms
- 2003 : All Grown Up (producteur délégué)

##### Séries TV
- 2001-2002 : Project Greenlight (producteur délégué)
- 2002 : Push, Nevada (producteur délégué)
- 2003 : Project Greenlight 2 (producteur délégué)
- 2005 : Project Greenlight 3 (producteur délégué)
- 2019 : City on a Hill

##### Documentaires
- 2008 : Running the Saharade James Moll (producteur délégué)
- 2009 : The People Speak d'Anthony Arnove, Chris Moore et Howard Zinn (producteur délégué)

#### Monteur
- 2002 : Gerry de Gus Van Sant (monté avec Casey Affleck et Gus Van Sant)

### Télévision

#### Téléfilms
- 1990 : L'École de la vie (Rising Son) de John David Coles : Charlie Robinson
- 1995 : Les Derniers Pionniers (The Good Old Boys) de Tommy Lee Jones : Cotton Calloway
- 2013 : Ma vie avec Liberace (Behind the Candelabra) de Steven Soderbergh : Scott Thorson

#### Séries télévisées et divertissement
- 2002 : Will et Grace de David Kohan et Max Mutchnick : Owen (Saison 4, épisode 16)
- 2002 : The Bernie Mac Show de Larry Wilmore : Matt Damon (Saison 2, épisode 1)
- 2007 : Arthur de Greg Bailey : Matt Damon (Saison 11,  épisode 6)
- 2009 : Entourage de Doug Ellin : lui-même (saison 6, épisode 12)
- 2009 : Cubed de John N. Huss et Peter J. Rowley : lui-même (1 épisode)
- 2010-2011 : 30 Rock de Tina Fey : Carol (4 épisodes)
- 2013 : House of Lies de Matthew Carnahan (en) : lui-même (1 épisode)
- 2018 : Saturday Night Live : Brett Kavanaugh

### Documentaires
- 2009 : The People Speak de Howard Zinn, Chris Moore (en) et Anthony Arnove : Un des narrateurs (voix originale)
- 2010 : Inside Job de Charles Ferguson : Le narrateur (voix originale)

## Box-office
Ici sont repris les plus grands succès de Matt Damon, c'est-à-dire uniquement les films ayant dépassé les 100 000 000 de dollars au box-office mondial. Au total, l'acteur a rapporté 6 577 400 000 de dollars aux studios pour lesquels il a tourné.
| Film                          | Budget        | États-Unis    | France            | Monde         |
| ----------------------------- | ------------- | ------------- | ----------------- | ------------- |
| Oppenheimer                   | 100 000 000 $ | 329 703 405 $ | 4 496 915 entrées | 959 150 405 $ |
| Seul sur Mars                 | 108 000 000 $ | 228 433 663 $ | 2 511 458 entrées | 630 161 890 $ |
| Il faut sauver le soldat Ryan | 70 000 000 $  | 216 540 909 $ | 4 143 325 entrées | 481 840 909 $ |
| Ocean's Eleven                | 85 000 000 $  | 183 417 150 $ | 4 658 537 entrées | 450 717 150 $ |
| La Vengeance dans la peau     | 110 000 000 $ | 227 471 070 $ | 1 539 364 entrées | 442 824 138 $ |
| Jason Bourne                  | 120 000 000 $ | 160 397 780 $ | 1 414 289 entrées | 395 797 780 $ |
| Ocean's Twelve                | 110 000 000 $ | 125 544 280 $ | 2 954 468 entrées | 362 744 280 $ |
| Ocean's Thirteen              | 85 000 000 $  | 117 154 724 $ | 1 633 507 entrées | 311 312 624 $ |
| Les Infiltrés                 | 90 000 000 $  | 132 384 315 $ | 1 875 783 entrées | 289 847 354 $ |
| La Mort dans la peau          | 75 000 000 $  | 176 241 941 $ | 1 142 893 entrées | 288 500 217 $ |
| True Grit                     | 38 000 000 $  | 171 243 005 $ | 1 402 149 entrées | 251 123 791 $ |
| Will Hunting                  | 10 000 000 $  | 138 433 435 $ | 1 050 224 entrées | 225 933 435 $ |
| La Mémoire dans la peau       | 60 000 000 $  | 121 661 683 $ | 765 614 entrées   | 214 034 224 $ |
| Happy Feet 2                  | 135 000 000 $ | 64 006 466 $  | 630 013 entrées   | 150 406 466 $ |
| Contagion                     | 60 000 000 $  | 75 658 097 $  | 686 151 entrées   | 135 458 097 $ |
| Le Talentueux Mr Ripley       | 40 000 000 $  | 81 298 265 $  | 516 120 entrées   | 128 798 265 $ |
| L'Agence                      | 50 200 000 $  | 62 495 645 $  | 677 078 entrées   | 127 869 379 $ |
| Invictus                      | 60 000 000 $  | 37 491 364 $  | 3 110 394 entrées | 122 233 971 $ |
| Nouveau Départ                | 50 000 000 $  | 75 624 550 $  | 486 493 entrées   | 116 024 550 $ |
| Les Frères Grimm              | 88 000 000 $  | 37 916 267 $  | 1 487 950 entrées | 105 316 267 $ |
| Au-delà                       | 50 000 000 $  | 32 746 941 $  | 1 905 487 entrées | 105 197 635 $ |
| À l'épreuve du feu            | 45 000 000 $  | 59 031 057 $  | 171 562 entrées   | 100 860 818 $ |

- Légendes : Budget (entre 1 et 10 M$, entre 10 et 100 M$ et plus de 100 M$), États-Unis (entre 1 et 50 M$, entre 50 et 100 M$ et plus de 100 M$), France (entre 100 000 et 1 M d'entrées, entre 1 et 2 M d'entrées et plus de 2 M d'entrées) et monde (entre 1 et 100 M$, entre 100 et 200 M$ et plus de 200 M$).

## Distinctions

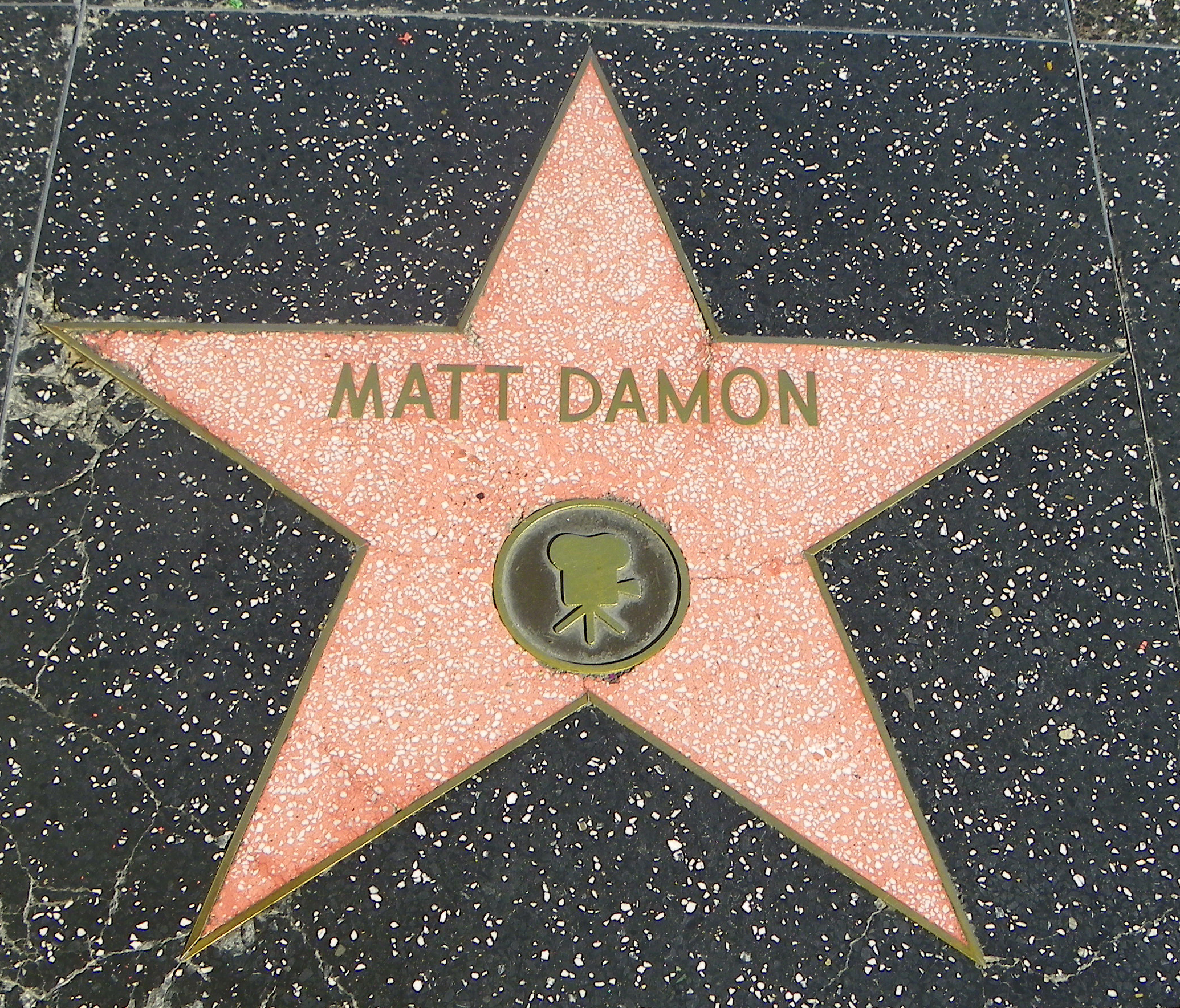
L'étoile de Matt Damon sur Hollywood Walk of Fame, inaugurée en juillet 2007.

:Source : IMDb

## Anecdotes
Matt Damon a refusé le rôle principal du film Avatar de James Cameron à cause d'un conflit d'emploi du temps avec le tournage de La Vengeance dans la peau. Il a refusé également le rôle d'Harvey Dent dans The Dark Knight car il était en tournage sur Invictus de Clint Eastwood.
Matt devait tenir le rôle de l'inspecteur Ed Witwer dans Minority Report, mais il n'a pas pu assurer le tournage en raison d'emploi du temps incompatible avec le tournage d'Ocean's Eleven. Il a donc été remplacé par Colin Farrell. Dans Paycheck, c'est Matt Damon qui, dans un premier temps, devait tenir le rôle de Michael Jennings, rôle finalement attribué à Ben Affleck.
Dans le film Eurotrip, il interprète le rôle de Donny, leader d'un groupe de rock, qui vole la copine de l'acteur principal du film : c'est lui qui chante Scotty Doesn't Know du groupe Lustra.

## Voix francophones
En France, Matt Damon a été dans un premier temps doublé par Thierry Wermuth dans La Différence, Emmanuel Curtil dans Geronimo, Philippe Vincent dans À l'épreuve du feu et Bernard Gabay dans L'Idéaliste. Depuis le film Will Hunting en 1997, Damien Boisseau est sa voix française régulière, le doublant dans la quasi-totalité de ses apparitions.
Damien Boisseau a été remplacé à quelques reprises par Rémi Bichet dans Le Talentueux Mr Ripley en 1999 puis dans Ma vie avec Liberace en 2013 et par Alexis Victor dans À la rencontre de Forrester en 2000. En 1998, l'acteur a également été doublé par Boris Rehlinger dans Les Joueurs, Damien Boisseau retrouvant dans le film Edward Norton qu'il avait déjà doublé auparavant.
Au Québec, Gilbert Lachance est la voix québécoise régulière de l'acteur depuis À l'épreuve du feu de 1996. Il a également été doublé par Martin Watier dans Une soirée parfaite et Thor : Ragnarok.
- Versions françaises :
  - Damien Boisseau dans Will Hunting, Il faut sauver le soldat Ryan, trilogie Ocean's, saga Jason Bourne, Les Infiltrés, Raisons d'État, Invictus, True Grit, Contagion, Promised Land, Elysium, Interstellar, Seul sur Mars, Le Mans 66, etc.

- Versions québécoises (la liste indique les titres québécois) :
  - Gilbert Lachance dans Le Courage à l'épreuve, Le Destin de Will Hunting, Énigmatique M. Ripley, trilogie L'Inconnu de Las Vegas, saga Jasons Bourne, Agents trouble, Le Bon Berger, Bureau de contrôle, Nous avons acheté un zoo, Seul sur Mars, Ford contre Ferrari.